# Kivégzési parancs
A Kivégzési parancs (eredeti cím: Kill Command) 2016-ban bemutatott brit sci-fi horrorfilm, amelyet Steven Gomez írt és rendezett. A főbb szerepekben Thure Lindhardt, Vanessa Kirby és David Ajala látható.
Az Egyesült Királyságban 2016. május 13-án, Magyarországon 2016. május 19-én mutatták be a mozikban.

## Rövid történet
A közeli jövőben néhány elit katona egy szigetre utazik hadgyakorlatra, itt azonban az életükre törő, gyilkos katonai robotokkal találkoznak.

## Szereplők
| Szereplő  | Színész         | Magyar hang   |
| --------- | --------------- | ------------- |
| Bukes     | Thure Lindhardt | Szabó Máté    |
| Mills     | Vanessa Kirby   | Vadász Bea    |
| Drifter   | David Ajala     | Pál Tamás     |
| Robinson  | Bentley Kalu    | Bognár Tamás  |
| Cutbill   | Tom McKay       | Juhász Zoltán |
| Goodwin   | Mike Noble      | Horváth Illés |
| Hackett   | Kelly Gough     | Mohácsi Nóra  |
| Loftus    | Osi Okerafor    | Előd Álmos    |
| Harbinger | Tim Ahern       | Orosz István  |
| Winder    | Damian Kell     | Oroszi Tamás  |